# Coryphantha robustispina
Coryphantha robustispina, conocida comúnmente como biznaga partida de espinas gruesas, es una especie de planta suculenta perteneciente al género Coryphantha, dentro de la familia Cactaceae. Se distribuye desde el sur de Arizona y Texas hasta el suroeste de Nuevo México y México (concretamente en los estados mexicanos de Chihuahua y Sonora).

## Descripción
Coryphantha robustispina es una especie de cactus imponente y con muchas espinas, que recuerda a un Echinocactus. Crece de forma solitaria, con tallos que van de esféricos a ovalados. Tiene la epidermis de color verde grisáceo opaco, mide de 5 a 15 cm de altura y de 5 a 9 cm de diámetro.

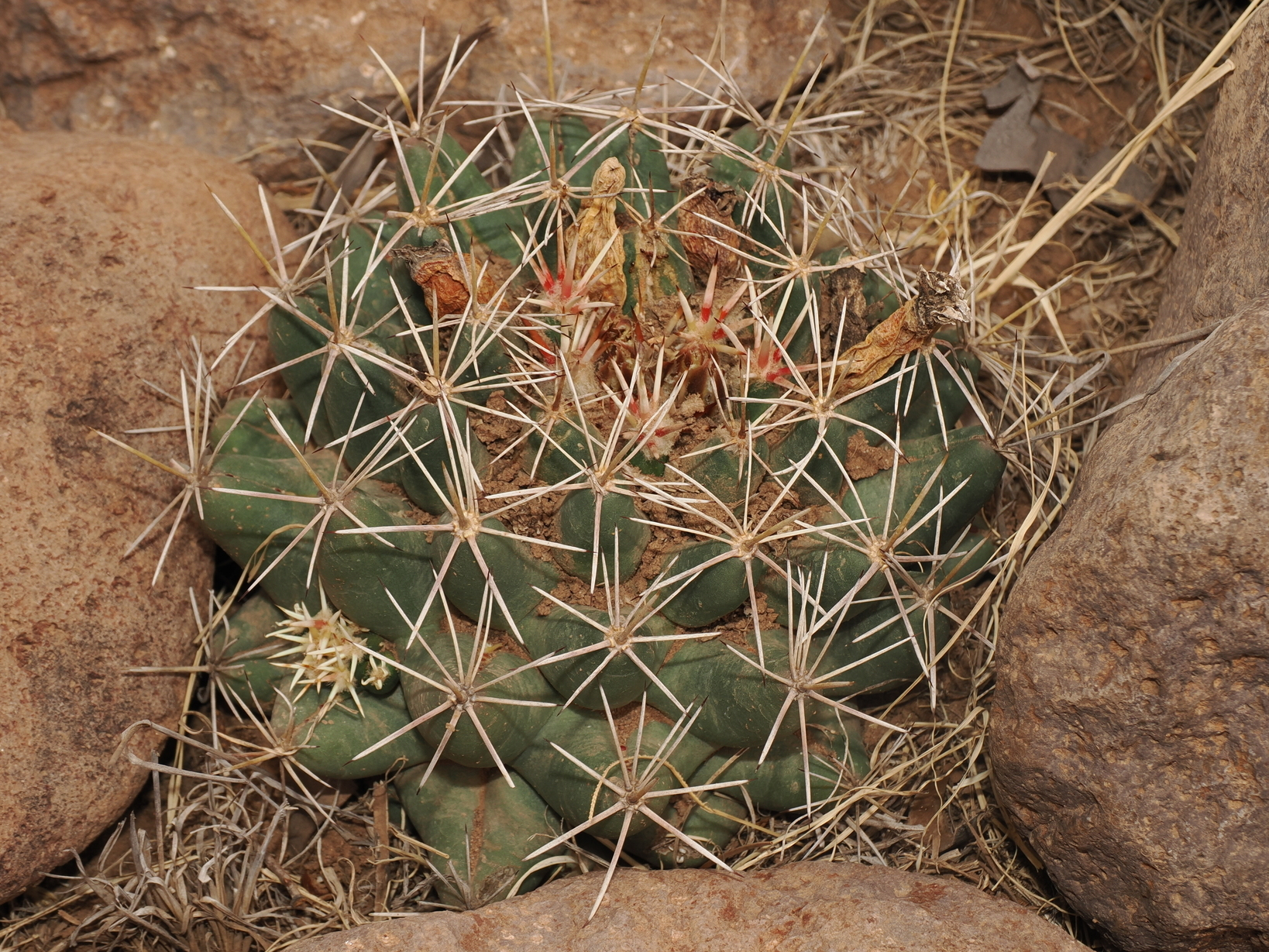
Porte de la planta

Los tallos están cubiertos de tubérculos firmes, cuya forma va de ovalada a cilíndrica y miden hasta 3 cm de largo. Tienen un surco profundo y presentan 1 o más glándulas de néctar.
En la punta de los tubérculos se asientan las areolas, las cuales presentan de 1 a 4 espinas centrales rectas, curvas o en forma de gancho. Son de color blanco a gris con la punta más oscura y miden de 1,2 a 5 cm de largo. También tienen de 6 a 16 espinas radiales blanquecinas que miden entre 1,1 y 3,5 cm de largo, donde las inferiores son tan gruesas como las espinas centrales y las demás son delgadas.

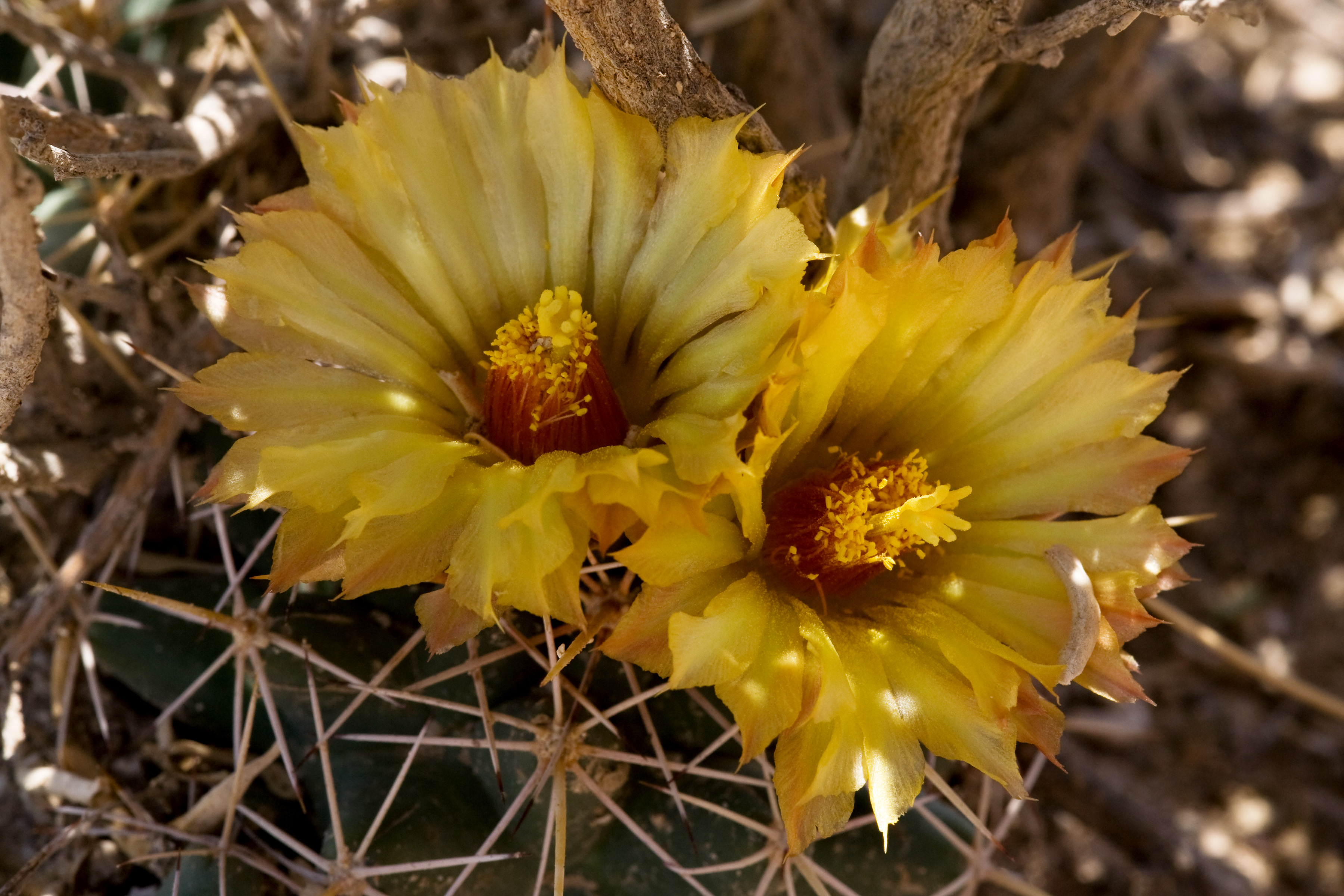
Flor de Coryphantha robustispina subsp. scheeri

Las flores son de color amarillo dorado oscuro, amarillo verdoso claro o amarillo opaco. Miden de 4 a 6,5 cm de largo y alcanzan un diámetro de 5 a 7,5 cm. Los frutos son cilíndricos, de color verde y miden hasta 5 cm de largo.

## Distribución y hábitat
El área de distribución nativa de esta especie abarca desde el sur de Arizona y Texas hasta el suroeste de Nuevo México y México (concretamente en los estados mexicanos de Chihuahua y Sonora).
Crece principalmente en biomas desérticos o de matorral seco, sobre sustratos arenosos, abanicos aluviales y suelos con grava, a elevaciones de 700 a 1500 metros sobre el nivel del mar.

## Taxonomía
La primera descripción de esta especie fue como Mammillaria robustispina, publicada en 1857 por los botánicos Arthur Carl Victor Schott y George Engelmann en Pacif. Railr. Rep. Whipple, Bot. 4 (5; 3): 10.
Posteriormente, los botánicos estadounidenses Nathaniel Lord Britton y Joseph Nelson Rose colocaron la especie en el género Coryphantha, pasando a llamarse Coryphantha robustispina y anotando estos cambios en el libro The Cactaceae; descriptions and illustrations of plants of the cactus family 4: 33 en el año 1923.
Etimología
- Coryphantha: nombre genérico que deriva del griego coryphe (que significa 'cima' o 'cabeza'), y anthos (que significa 'flor'), haciendo referencia a que las flores aparecen en el ápice de los tallos.
- robustispina: epíteto específico latino que significa 'con espinas robustas', haciendo referencia a la morfología de las espinas de la especie.[7]

### Subespecies
Actualmente se distinguen dos subespecies:
| Imagen | Subespecie                                                | Descripción                                                        | Distribución                                     |
| ------ | --------------------------------------------------------- | ------------------------------------------------------------------ | ------------------------------------------------ |
|        | Coryphantha robustispina subsp. robustispina              | Es más grande y presenta una sola espina central curva o ganchuda. | Arizona, Noroeste de México y Nuevo México       |
|        | Coryphantha robustispina subsp. scheeri (Lem.) N.P.Taylor | Es más pequeña y presenta espinas centrales rectas.                | Arizona, Noreste de México, Nuevo México y Texas |

Sinonimia
- Sinónimos de Coryphantha robustispina subsp. robustispina:
  - Mammillaria brownii Toumey, 1896

- Sinónimos de Coryphantha robustispina subsp. scheeri:
  - Cactus scheeri (Lem.) Kuntze, 1891
  - Coryphantha muehlenpfordtii Britton & Rose, 1923
  - Coryphantha muehlenpfordtii subsp. uncinata (L.D.Benson) Dicht, 1996
  - Coryphantha neoscheeri Backeb., 1961
  - Coryphantha robustispina subsp. uncinata (L.D.Benson) N.P.Taylor, 1998
  - Coryphantha scheeri Lem., 1868
  - Coryphantha scheeri var. uncinata L.D.Benson, 1969
  - Coryphantha scheeri var. valida (Engelm.) L.D.Benson, 1969
  - Echinocactus muehlenpfordtii Poselg., 1853
  - Mammillaria scheeri Muehlenpf., 1847
  - Mammillaria scheeri var. valida Engelm., 1856

## Estado de conservación

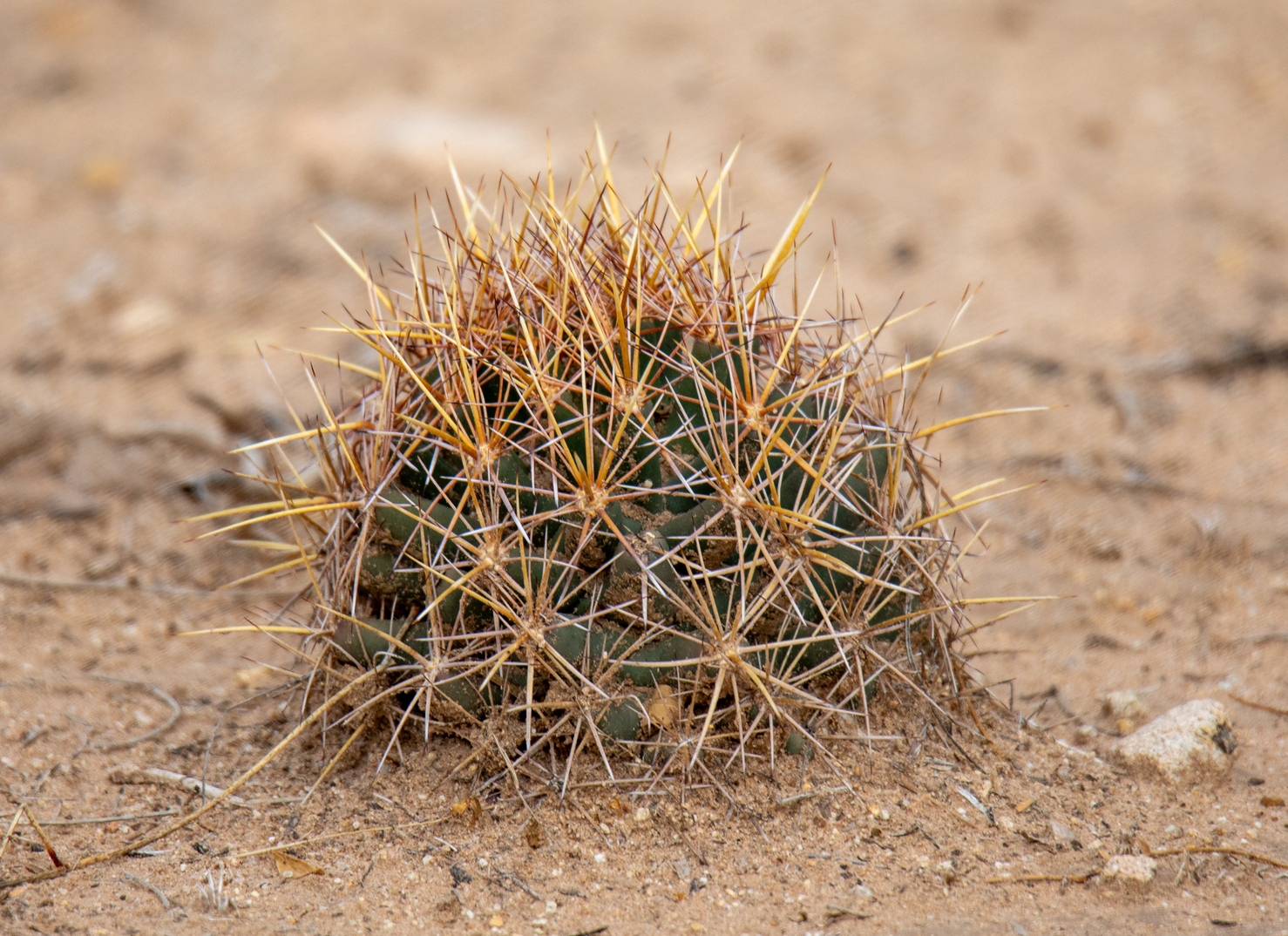
Planta en su hábitat

En la Lista Roja de Especies Amenazadas de la UICN, la especie está clasificada como de “Preocupación Menor (LC)”.
No se conocen amenazas importantes para la conservación de esta especie, aunque algunas poblaciones mexicanas se están reduciendo debido a la extracción de arena y grava.

## Usos
Se cultiva principalmente como planta ornamental y su propagación se realiza a través de semillas.
Crece lentamente y se desarrolla tanto en sombra parcial como a pleno sol. Es sensible al exceso de riego (propenso a la pudrición), por lo que hay que cultivarlo en un sustrato muy poroso con buen drenaje. En condiciones de humedad, la exudación de néctar (si no es completamente eliminada por las hormigas) puede causar la formación de moho, que produce una coloración fea de color negro en la epidermis. Para evitarlo, hay que rociar la planta con agua para eliminar el néctar y proporcionarle muy buena ventilación.